# Weltklasse Zürich

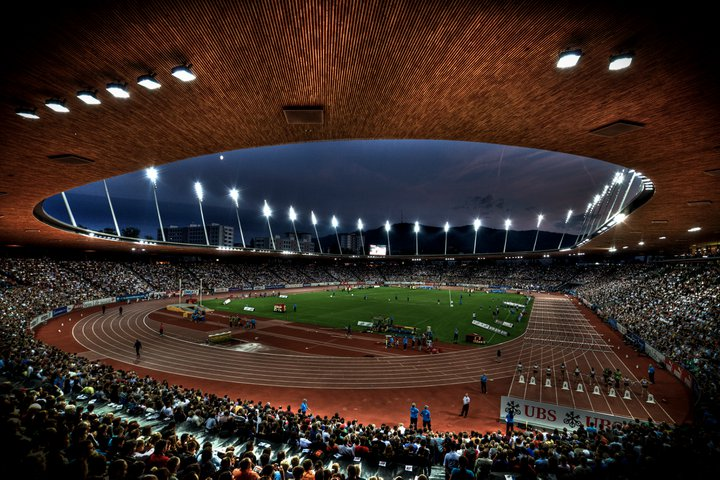
Het Letzigrund stadion tijdens de Weltklasse Zürich van 2011.

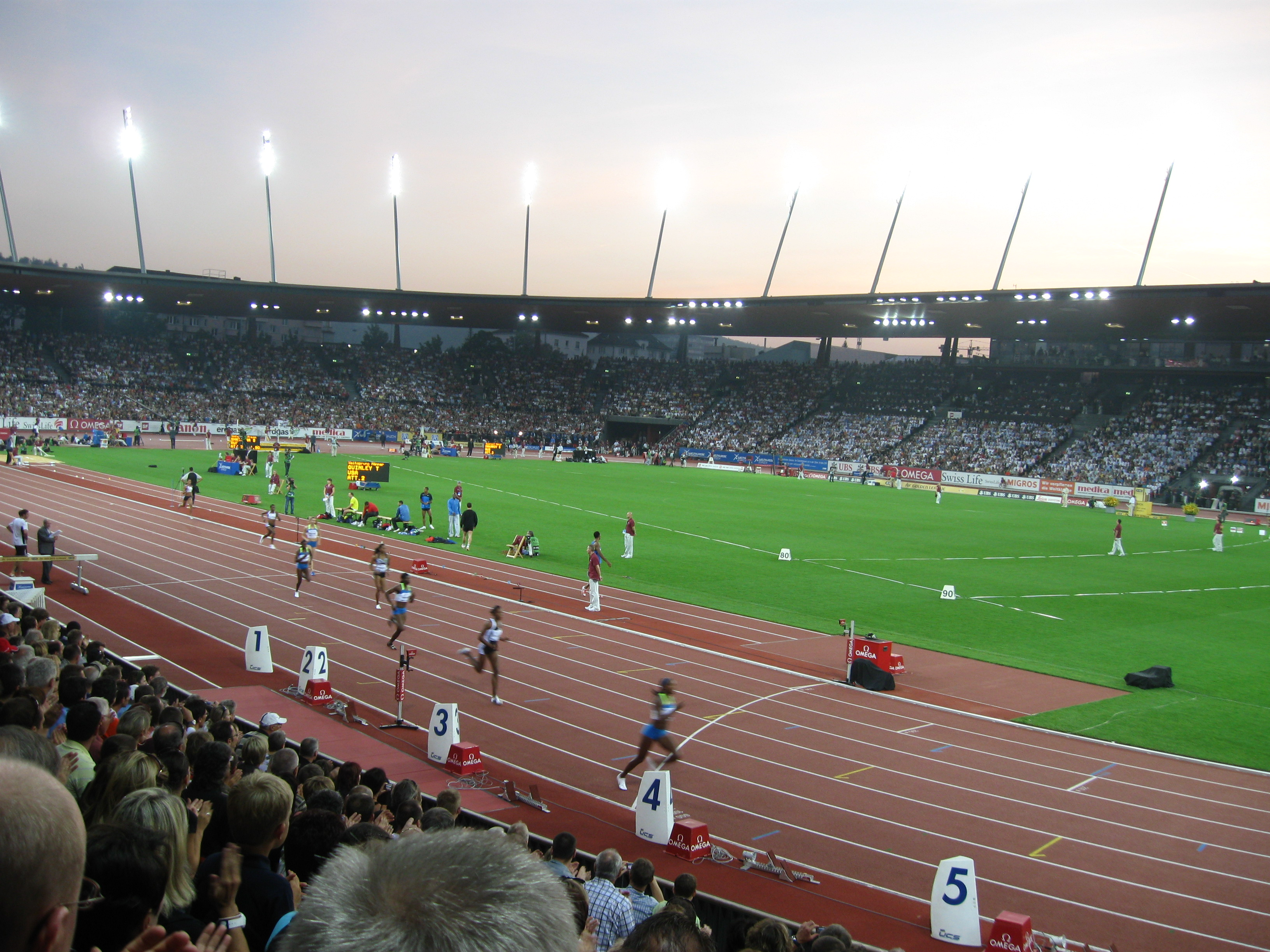
De 400 meter voor vrouwen tijdens de Weltklasse Zürich van 2008.

Weltklasse Zürich is een jaarlijkse internationale atletiekwedstrijd. Het evenement wordt gehouden in het stadion Letzigrund in Zürich (Zwitserland). De wedstrijd behoorde van 1993 tot 1997 tot de Golden Four. Vanaf 1998, toen de Golden League werd opgericht, werd het een Golden League-wedstrijd. Sinds 2010, toen de Golden League werd vervangen door de Diamond League, behoort het daartoe. De Weltklasse dient, samen met de Memorial Van Damme, als finalewedstrijd van de Diamond League.
De eerste Weltklasse Zürich vond plaats op 12 augustus 1928, waarmee het een van de oudste grote atletiekwedstrijden is. Vanaf het begin wordt de meeting al in het Letzigrundstadion gehouden. Sinds 1965 staan ook onderdelen voor vrouwen op het programma van de Weltklasse Zürich.

## Wereldrecords tijdens de Weltklasse Zürich
Er is in de geschiedenis van de Weltklasse een groot aantal wereldrecords verbroken, de meeste in de jaren 80 en 90.
| Datum            | Atleet                                                 | Onderdeel            | Prestatie          | Huidig wereldrecord                 |
| ---------------- | ------------------------------------------------------ | -------------------- | ------------------ | ----------------------------------- |
| 7 juli 1959      | Martin Lauer                                           | 110 m horden         | 13,2 s (+1,9 m/s)  | Nee, verbeterd op 6 juli 1973       |
| 7 juli 1959      | Martin Lauer                                           | 200 m horden         | 22,5 s (+1,2 m/s)  | ?                                   |
| 21 juni 1960     | Armin Hary                                             | 100 m                | 10,0 s             | Nee, verbeterd op 14 oktober 1968   |
| 4 juli 1969      | Willie Davenport                                       | 110 m horden         | 13,2 s             | Nee, verbeterd op 6 juli 1973       |
| 6 juli 1973      | Rod Milburn                                            | 110 m horden         | 13,1 s             | Nee, verbeterd op 22 augustus 1975  |
| 20 augustus 1975 | Faina Melnik                                           | discuswerpen         | 70,20 m            | Nee, verbeterd op 24 april 1976     |
| 15 augustus 1979 | Sebastian Coe                                          | 1500 m               | 3.32,1             | Nee, verbeterd op 27 augustus 1980  |
| 13 augustus 1980 | Tatjana Kazankina                                      | 1500 m               | 3.52,47            | Nee, verbeterd op 11 september 1993 |
| 19 augustus 1981 | Renaldo Nehemiah                                       | 110 m horden         | 12,93 s (−0,2 m/s) | Nee, verbeterd op 16 augustus 1989  |
| 19 augustus 1981 | Sebastian Coe                                          | 1 Eng. mijl          | 3.48,53            | Nee, verbeterd op 26 augustus 1981  |
| 22 augustus 1984 | Evelyn Ashford                                         | 100 m                | 10,76 s            | Nee, verbeterd op 16 juli 1988      |
| 21 augustus 1985 | Mary Slaney                                            | 1 Eng. mijl          | 4.16,71            | Nee, verbeterd op 10 juli 1989      |
| 17 augustus 1988 | Butch Reynolds                                         | 400 m                | 43,29 s            | Nee, verbeterd op 26 augustus 1999  |
| 16 augustus 1989 | Roger Kingdom                                          | 110 m horden         | 12,92 s (−0,1 m/s) | Nee, verbeterd op 20 augustus 1993  |
| 7 augustus 1991  | Michael Marsh Leroy Burrell Dennis Mitchell Carl Lewis | 4 x 100 m            | 37,67 s            | Nee, verbeterd op 1 september 1991  |
| 19 augustus 1992 | Moses Kiptanui                                         | 3000 m steeple       | 8.02,08            | Nee, verbeterd op 16 augustus 1995  |
| 16 augustus 1995 | Moses Kiptanui                                         | 3000 m steeple       | 7.59,18            | Nee, verbeterd op 13 augustus 1997  |
| 16 augustus 1995 | Haile Gebrselassie                                     | 5000 m               | 12.44,39           | Nee, verbeterd op 13 augustus 1997  |
| 14 augustus 1996 | Svetlana Masterkova                                    | 1 Eng. mijl          | 4.12,56            | Nee, verbeterd op 12 juli 2019      |
| 13 augustus 1997 | Haile Gebrselassie                                     | 5000 m               | 12.41,86           | Nee, verbeterd op 22 augustus 1997  |
| 13 augustus 1997 | Wilson Boit Kipketer                                   | 3000 m steeple       | 7.59,08            | Nee, verbeterd op 24 augustus 1997  |
| 13 augustus 1997 | Wilson Kipketer                                        | 800 m                | 1.41,24            | Nee, verbeterd op 24 augustus 1997  |
| 18 augustus 2006 | Asafa Powell                                           | 100 m                | 9,77 s (+1,0 m/s)  | Nee, verbeterd op 9 september 2007  |
| 28 augustus 2009 | Jelena Isinbajeva                                      | polsstokhoogspringen | 5,06 m             | Ja                                  |

## Meetingrecords
| Onderdeel            | Prestatie          | Atleet                                                   | Nationaliteit | Datum            |
| -------------------- | ------------------ | -------------------------------------------------------- | ------------- | ---------------- |
| 100 m                | 9,76 s (+1,4 m/s)  | Yohan Blake                                              | JAM           | 30 augustus 2012 |
| 200 m                | 19,52 s (±0,0 m/s) | Noah Lyles                                               | USA           | 8 september 2022 |
| 400 m                | 43,29 s            | Butch Reynolds                                           | USA           | 17 augustus 1988 |
| 800 m                | 1.41,24            | Wilson Kipketer                                          | DEN           | 13 augustus 1997 |
| 1500 m               | 3.26,45            | Hicham El Guerrouj                                       | MAR           | 12 augustus 1998 |
| 1 Eng. mijl          | 3.45,19            | Noureddine Morceli                                       | ALG           | 16 augustus 1995 |
| 3000 m               | 7.32,54            | Said Aouita                                              | MAR           | 13 augustus 1986 |
| 5000 m               | 12.41,86           | Haile Gebrselassie                                       | ETH           | 13 augustus 1997 |
| 110 m horden         | 12,92 s (−0,1 m/s) | Roger Kingdom                                            | USA           | 16 augustus 1989 |
| 400 m horden         | 46,92              | Karsten Warholm                                          | NOR           | 26 augustus 2019 |
| 3000 m steeple       | 7.56,54            | Saif Saaeed Shaheen                                      | QAT           | 18 augustus 2006 |
| hoogspringen         | 2,40 m             | Charles Austin                                           | USA           | 7 augustus 1991  |
| verspringen          | 8,60 m (+1,5 m/s)  | Ivan Pedroso                                             | CUB           | 16 augustus 1995 |
| hink-stap-springen   | 17,80              | Christian Taylor                                         | USA           | 1 september 2016 |
| polsstokhoogspringen | 6,07 m             | Armand Duplantis                                         | SWE           | 8 september 2022 |
| kogelstoten          | 23,23 m            | Joe Kovacs                                               | USA           | 7 september 2022 |
| discuswerpen         | 71,12 m            | Virgilijus Alekna                                        | LTU           | 11 augustus 2000 |
| kogelslingeren       | 83,24 m            | Andrey Abduvaliyev                                       | UZB           | 17 augustus 1994 |
| speerwerpen          | 92,28 m            | Raymond Hecht                                            | GER           | 14 augustus 1996 |
| 4 x 100 m            | 37,45 s            | Trell Kimmons Wallace Spearmon Tyson Gay Michael Rodgers | USA           | 19 augustus 2010 |

| Onderdeel            | Prestatie          | Atlete                                                                   | Nationaliteit | Datum            |
| -------------------- | ------------------ | ------------------------------------------------------------------------ | ------------- | ---------------- |
| 100 m                | 10,65 s (+0,6 m/s) | Elaine Thompson-Herah                                                    | JAM           | 9 september 2021 |
| 100 m                | 10,65 (−0,8 m/s)   | Shelly-Ann Fraser-Pryce                                                  | JAM           | 8 september 2022 |
| 200 m                | 21,66 s (−1,0 m/s) | Merlene Ottey                                                            | JAM           | 15 augustus 1990 |
| 400 m                | 48,86 s            | Jarmila Kratochvílová                                                    | TCH           | 18 augustus 1982 |
| 800 m                | 1.54,01            | Pamela Jelimo                                                            | KEN           | 29 augustus 2008 |
| 1000 m               | 2.32,70            | Jolanta Januchta                                                         | POL           | 19 augustus 1981 |
| 1500 m               | 3.52,47            | Tatjana Kazankina                                                        | URS           | 13 augustus 1980 |
| 1 Eng. mijl          | 4.12,56            | Svetlana Masterkova                                                      | RUS           | 14 augustus 1996 |
| 3000 m               | 8.22,34            | Almaz Ayana                                                              | ETH           | 3 september 2015 |
| 5000 m               | 14.09,52           | Beatrice Chebet                                                          | KEN           | 4 september 2024 |
| 100 m horden         | 12,29 s (−0,3 m/s) | Tobi Amusan                                                              | NGR           | 8 september 2022 |
| 400 m horden         | 52,80 s            | Femke Bol                                                                | NED           | 9 september 2021 |
| 3000 m steeple       | 9.07,00            | Ruth Jebet                                                               | BAH           | 1 september 2016 |
| hoogspringen         | 2,05 m             | Maria Lasitskene                                                         | ANA           | 8 september 2021 |
| polsstokhoogspringen | 5,06 m             | Jelena Isinbajeva                                                        | RUS           | 28 augustus 2009 |
| verspringen          | 7,39 m (+0,3 m/s)  | Heike Drechsler                                                          | GDR           | 21 augustus 1985 |
| hink-stap-springen   | 15,48 m (+0,3 m/s) | Yulimar Rojas                                                            | VEN           | 9 september 2021 |
| kogelstoten          | 20,81 m            | Valerie Adams                                                            | NZL           | 30 augustus 2012 |
| kogelstoten          | 20,98 m            | Valerie Adams                                                            | NZL           | 29 augustus 2013 |
| discuswerpen         | 70,20 m            | Faina Melnik                                                             | URS           | 20 augustus 1975 |
| speerwerpen          | 69,57 m            | Christina Obergföll                                                      | GER           | 8 september 2011 |
| 4 x 100 m            | 41,60 s            | Sherone Simpson Natasha Morrison Elaine Thompson Shelly-Ann Fraser-Pryce | USA           | 3 september 2015 |